# キアラモンティ
キアラモンティ（イタリア語: Chiaramonti）は、イタリア共和国サルデーニャ自治州サッサリ県にある、人口約1,600人の基礎自治体（コムーネ）。

## 地理

### 位置・広がり

#### 隣接コムーネ
隣接するコムーネは以下の通り。
- アルダラ
- エールラ
- マルティス
- ヌルヴィ
- オツィエーリ
- ペルフガス
- プロアーゲ